# Ectopatria polymita
Ectopatria polymita là một loài bướm đêm trong họ Noctuidae.